# Ahmed Firoud
Mohamed „Ahmed“ Firoud (arabisch أحمد فيرود, DMG Aḥmad Fīrūd; * 6. November 1921 in Oran; † 19. September 2007) war ein algerisch-französischer Fußballspieler.

## Karriere
Der 177 Zentimeter große Abwehrspieler Firoud wuchs im französisch besetzten Algerien als jüngerer Bruder des späteren französischen Nationalspielers Kader Firoud auf und begann beim dort angesiedelten CDJ Oran mit dem Fußballspielen. Als junger Erwachsener ging er ins französische Mutterland, wo er als Amateur bei Véloce Vannes spielte. Der auf der rechten Abwehrposition beheimatete Spieler machte den Erstligisten Stade Rennes auf sich aufmerksam und wurde 1945 von diesem verpflichtet. Am 2. September 1945 erreichte er mit 23 Jahren sein Debüt in der höchsten französischen Spielklasse, schaffte bei Rennes aber nicht den Durchbruch und musste sich mit gelegentlichen Einsätzen begnügen. 1946 wechselte er gemeinsam mit seinen Mannschaftskameraden Joseph-Marie Chipponi und René Raphy zum Zweitligisten SCO Angers, wobei für das Trio eine Gesamtablösesumme von einer Million Franc fällig wurde. Bei Angers avancierte er sofort zum Stammspieler. Mit der Mannschaft scheiterte er 1947 knapp am Aufstieg und kehrte dem Verein im selben Sommer wieder den Rücken, um beim Ligarivalen OGC Nizza zu unterschreiben. 
Mit Nizza, wo er ebenfalls fester Bestandteil der ersten Elf war, gelang ihm 1948 der Aufstieg in die oberste Spielklasse. Die Mannschaft setzte sich sofort in der oberen Tabellenhälfte fest und verbesserte sich stetig, sodass sie am Ende der Saison 1950/51 den Gewinn der nationalen Meisterschaft feiern konnte. 1952 gelang die Titelverteidigung. Firoud war dabei zu einer Zeit, in der Ein- und Auswechslungen noch nicht möglich waren, meist Teil der ersten Elf, auch wenn er in den Meisterjahren nicht völlig unumstritten gesetzt war. Er wurde ebenfalls aufgeboten, als Nizza im nationalen Pokalendspiel 1952 um eine weitere Trophäe kämpfte und diese durch ein 5:3 gegen Girondins Bordeaux für sich verbuchen konnte. Auf diese Titel folgte 1952/53 der Absturz in die untere Tabellenhälfte und im Sommer 1953 Firouds Abschied aus der ersten Liga, als er Nizza den Rücken kehrte und im Zweitligisten SC Toulon einen neuen Arbeitgeber fand. Bei Toulon besetzte er zwar die meiste Zeit über einen Stammplatz, doch gehörte er einem Team an, das von einem möglichen Aufstieg weit entfernt war. Er blieb dem Verein dennoch treu, bis er 1957 mit 35 Jahren nach 137 Erstligapartien mit einem Tor und 183 Zweitligapartien mit sechs Toren seine Profilaufbahn beendete. Anschließend führte er bei Rapid Menton das Amt eines Spielertrainers aus und ließ so seine Karriere ausklingen. Sein weiteres Berufsleben verbrachte er als Physiotherapeut in Nizza.